# Leptotes bicolor
Leptotes bicolor là một loài phong lan bản địa Brasil và Paraguay. Nó là loài điển hình của chi Leptotes.
Hoa và quả của nó được sử dụng như là một thay thế cho vanilla trong sữa và kem.
Loài lan này mọc ở vùng khí hậu lạnh hơn so với vani, do phạm vi phân bố nó chiếm vùng xa đường xích đạo.

## Hình ảnh

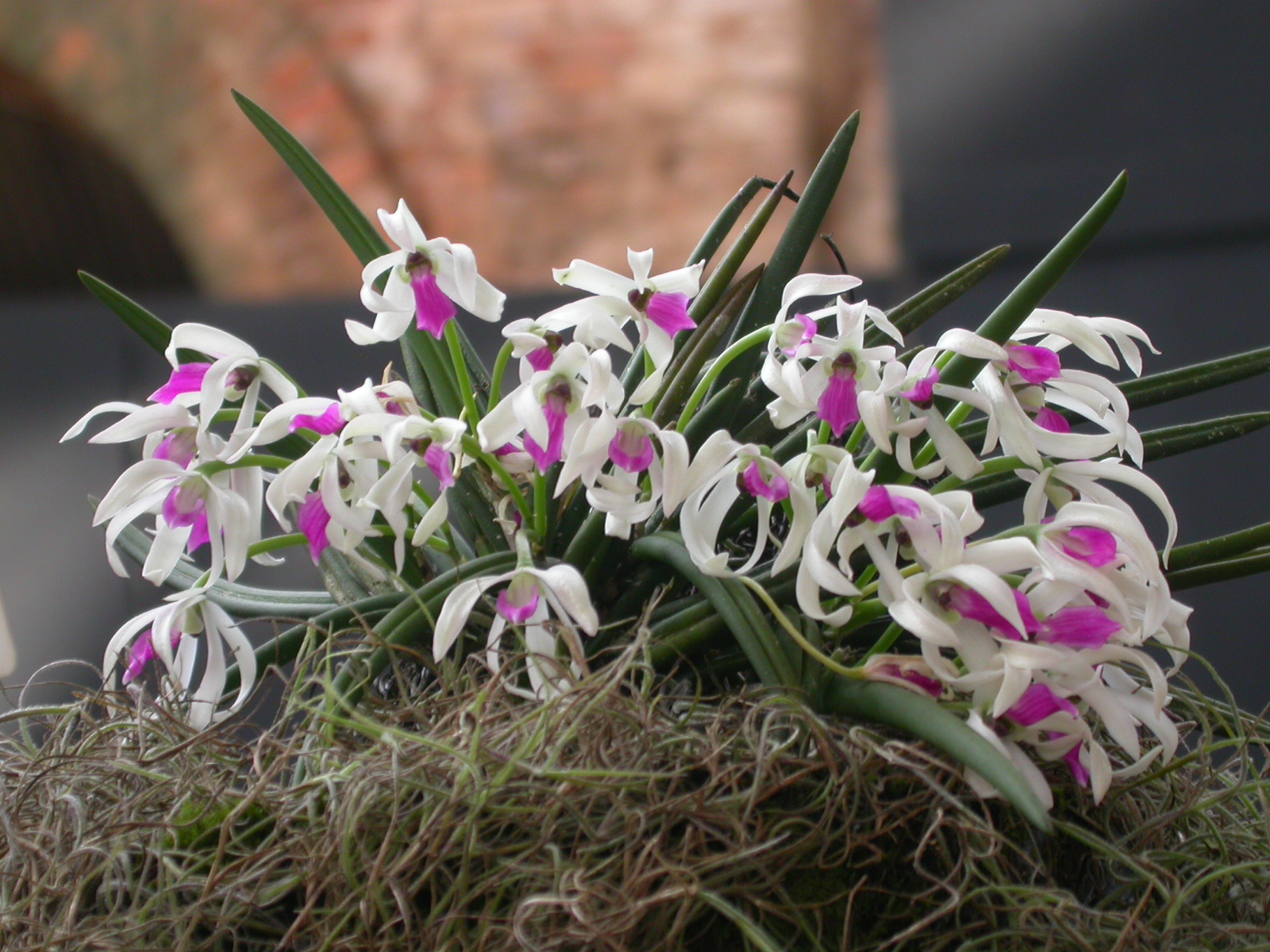
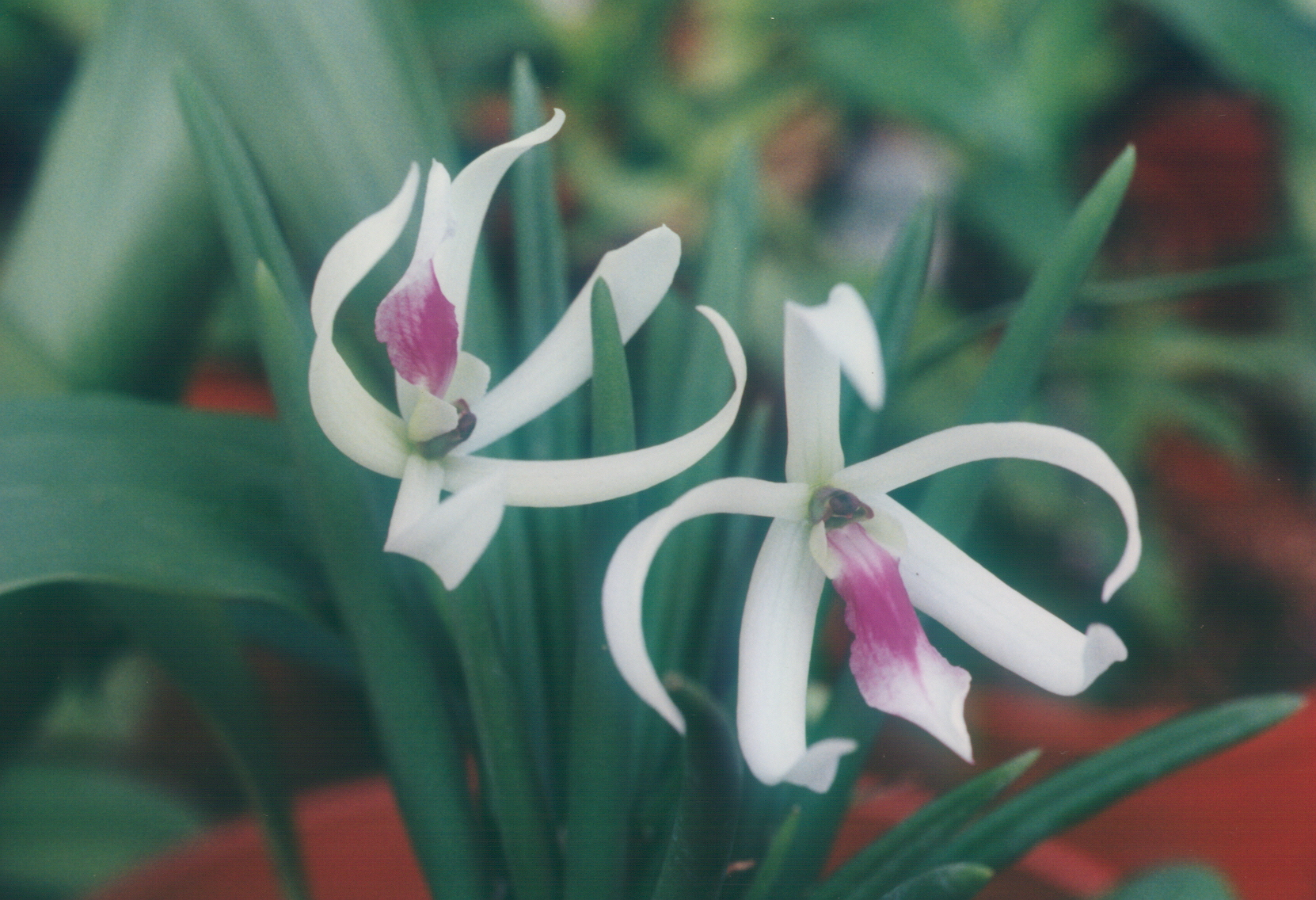
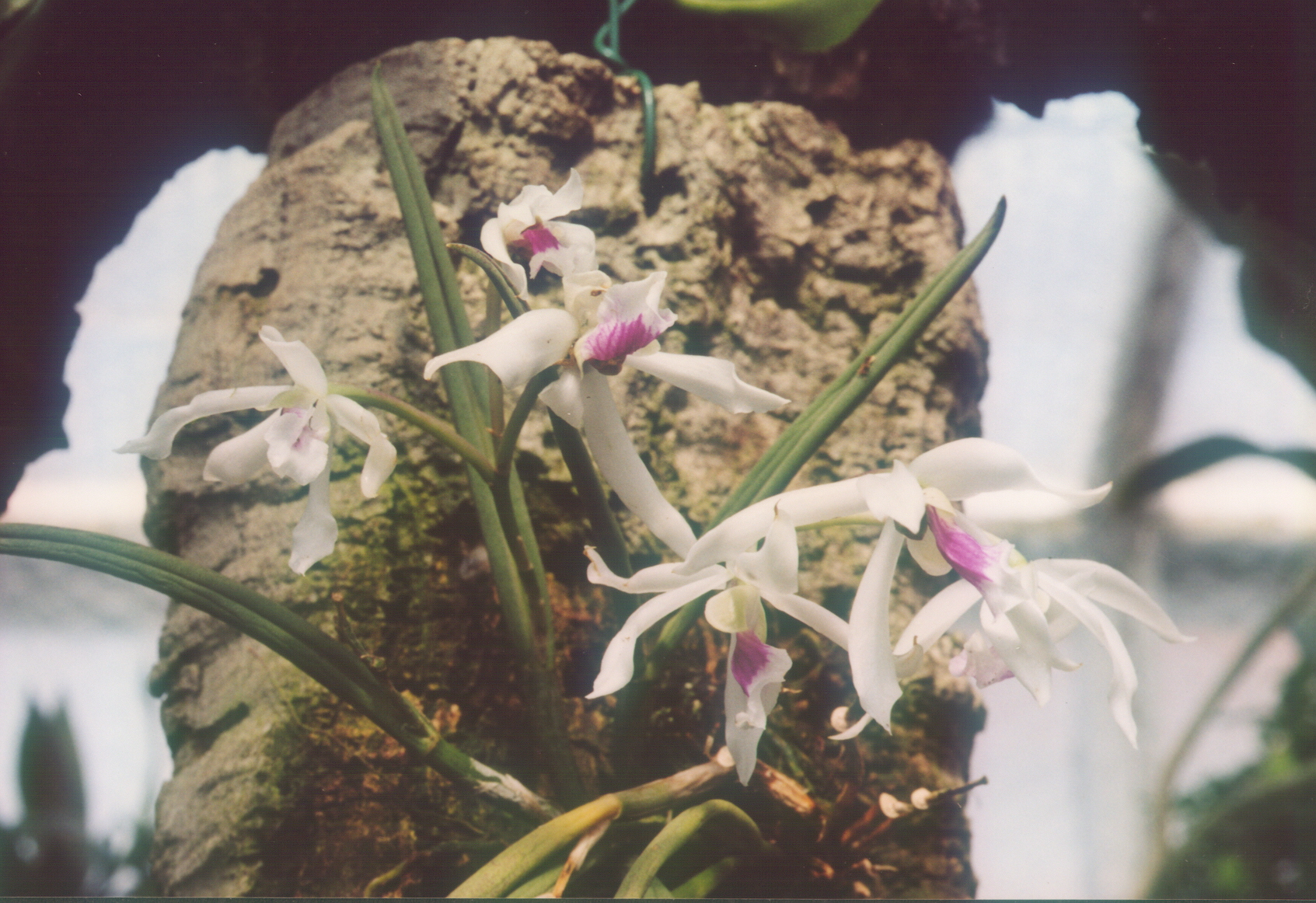
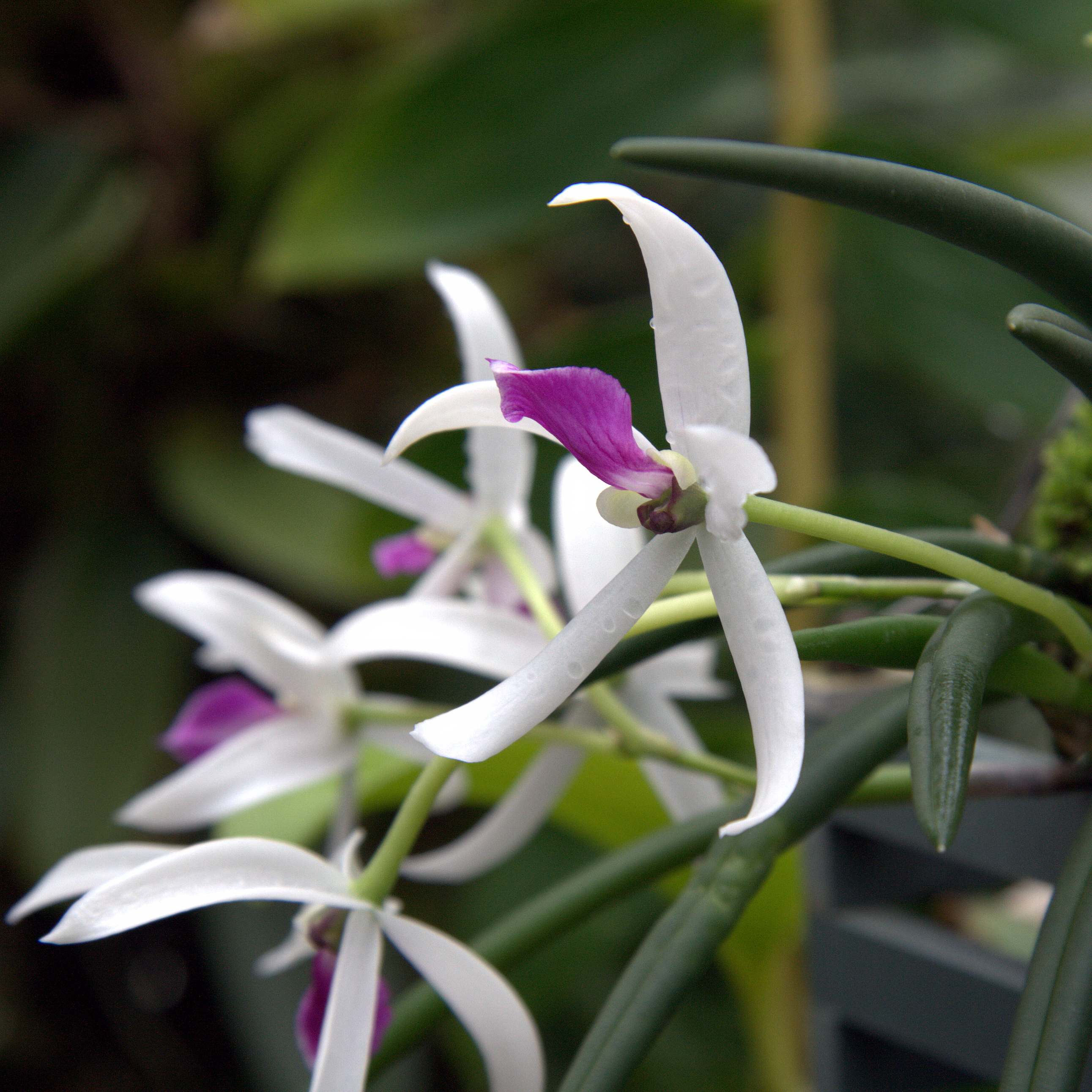